# Lavaudieu
Lavaudieu is een gemeente in het Franse departement Haute-Loire (regio Auvergne-Rhône-Alpes). De plaats maakt deel uit van het arrondissement Brioude. Lavaudieu is lid van Les Plus Beaux Villages de France. De gemeente telde op 1 januari 2022 245 inwoners.
In het dorp ligt de voormalige abdij Saint-André van Lavaudieu, een vrouwenklooster gesticht door Robert de Turlande in 1057. Van de abdij, gesloten na de Franse Revolutie, resten de romaanse abdijkerk met haar zeshoekige toren, het klooster en de eetzaal. In die eetzaal is een laat 12e-eeuws fresco dat een zegenende Christus omgeven door Maria en de apostelen voorstelt.
Het dorp heette oorspronkelijk Comps maar werd hernoemd naar de abdij van Lavaudieu ("la vallée de Dieu" of "De vallei van God").

## Geografie
De oppervlakte van Lavaudieu bedroeg op 1 januari 2022 17,54 vierkante kilometer; de bevolkingsdichtheid was toen 14 inwoners per km². Het dorp ligt op een hoogte boven de Senouire, een zijrivier van de Allier.

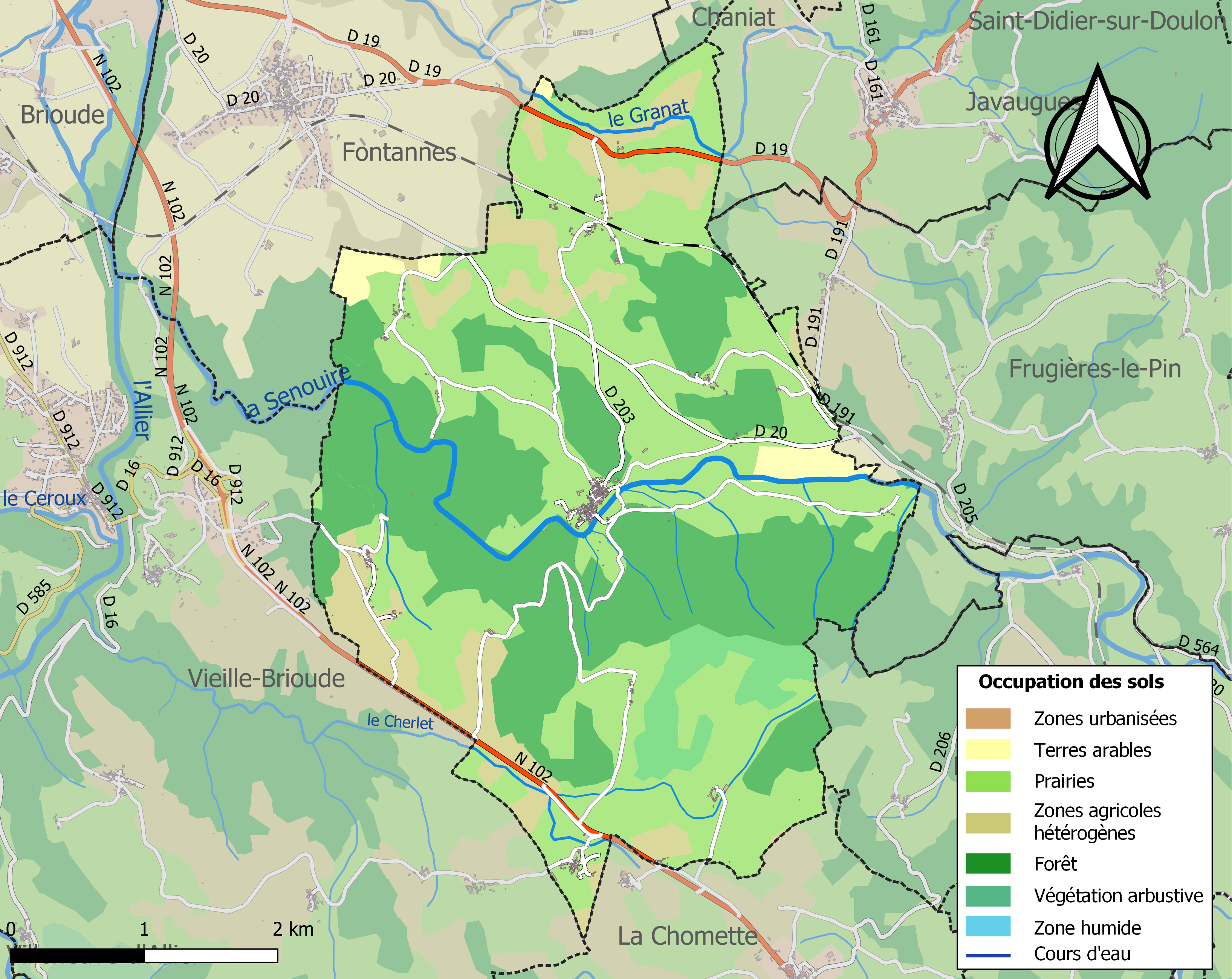
Kaart van de gemeente met de belangrijkste infrastructuur, bodemgebruik en omliggende gemeenten

## Demografie
Onderstaande figuur toont het verloop van het inwonertal (bron: INSEE-tellingen).